# Cloruro di berillio
Il cloruro di berillio è un composto di formula BeCl2 formato dal metallo berillio (Be) e dall'alogeno cloro (Cl); a temperatura ambiente si presenta come un solido cristallino bianco.
Fonde e vaporizza a temperature piuttosto basse (rispettivamente 405 °C e 520 °C) a differenza degli alogenuri degli altri metalli alcalino-terrosi. È solubile in solventi organici come alcool ed etere. Tali caratteristiche indicano il carattere essenzialmente covalente del composto.
Si idrolizza in acqua formando [Be(H2O)4]Cl2.

## Caratteristiche strutturali
Il carattere covalente (nonostante l'elevata differenza di elettronegatività tra Be e Cl) è dovuto alla presenza di un catione con carica elevata (2+) e piccolo raggio, vicino ad un anione altamente polarizzabile (Cl-).
In forma solida il cloruro di berillio presenta una struttura di polimero monodimensionale costituito da celle tetraedriche unite per gli spigoli; la struttura tetraedrica è distorta, con angoli Cl-Be-Cl di 109° e Be-Cl-Be di 71°:
Ogni Be si lega con quattro atomi di cloro:
- due si legano attraverso gli elettroni spaiati,
- il Be presenta poi orbitali vuoti e accetta coppie di elettroni da altri due atomi di cloro.
In fase gassosa può presentarsi sia come monomero che come dimero. La forma dimera è presente in percentuali elevate solo a temperature vicine a quella di vaporizzazione, ad esempio 20% a 560 °C.
I monomeri presentano geometria lineare con angolo di legame di 180° a riprova del parziale carattere covalente dei legami: la molecola BeCl2 è spesso usata in didattica chimica per mostrare la geometria lineare nella teoria VSEPR.

## Sintesi del composto
Si fa reagire l'ossido di berillio con carbone e cloro a 600 - 800 °C:
BeO (s) + C (s) + Cl2 (g) → BeCl2 (g) + CO (g)
BeCl2 può essere preparato anche trattando berillio metallico con cloruro di idrogeno:
Be  +  2 HCl  →  BeCl2  +  H2